# Szvjatoszlav Nyikolajevics Fjodorov
Szvjatoszlav Nyikolajevics Fjodorov (oroszul: Святослав Николаевич Фёдоров; Proszkurov, 1927. augusztus 8. – Moszkva, 2000. június 2.) orosz orvos és politikus. A szemmikrosebészet atyjaként tartják számon.

## Élete
Ukrajnában született. Apja, Nyikolaj Fjodorovics Fjodorov (1996–1971) a Putyilov gyárban dolgozott, majd részt vett az első világháborúban és harcolt az orosz polgárháborúban. Az 1930-as évek közepétől 1938-as letartóztatásáig  a Vörös Hadsereg 28. lovashadosztályának parancsnoka volt. Anyja, Alekszandra Danyilovna belarusz–lengyel származású. Apja letartóztatása után a család Novocserkasszkba költözött, majd a város 1941. októberi evakuálása után Jerevánba költöztek. 1944-ben tüzérségi katonai iskolában kezdett el tanulni, majd hamarosan átvezényelték a légierő iskolájába, Rosztov-na-Donuba. 1945 márciusában, miközben egy iskolai rendezvényre sietett, egy villamosról leugorva balesetet szenvedett, és részlegesen elveszítette a bal lábát (a sípcsont alsó harmadától amputálták). Emiatt katonai tanulmányait félbe kellett szakítania. 1945-ben beiratkozott Rosztov-na-Donu orvosi egyetemére, ahol 1952-ben diplomázott. Az egyetem után Tyumenybe vezényelték. Hogy anyját támogatni tudja, kérvényezte, hogy Rosztovhoz közelebb dolgozhasson, így a Rosztovi területen fekvő Vesenszkaja település körzeti kórházában kapott állást, ahol szemsebészként dolgozott. Több mint 180 orvosi-sebészeti újítást szabadalmaztatott, és kétszer jelölték az orosz elnökválasztáson. 2000 júniusában helikopterbalesetben halt meg.

## Újításai orvosi területen
1960-ban létrehozott egy mesterséges szemlencsét, amellyel az emberi szem elmosódott látását okozó, a szürkehályog-betegség által zavarossá vált szemlencsét helyettesítheti. 1973-ban kifejlesztett egy műtéti technikát, amely alkalmas a glaukóma korai szakaszának kezelésére, amit később szkleroplasztikának neveztek el. 1974-ben új műtéti technikát dolgozott ki a myopia gyémántszikével történő korrigálására, a radiális keratotómiát, és ő volt az első, aki a lézert ugyanazon látási hiba korrekciójára használta. 1979-ben a Szovjetunió Egészségügyi Minisztériuma a moszkvai Szemmikrosebészeti Intézet igazgatójává nevezte ki, és olyan nemzetközi hírnévre tett szert, hogy később kiképzőhajót szervezett a szem mikrosebészetére, amely a Földközi-tengeren és az Indiai-óceánon üzemelt, miként egy repülőgép, hasonló funkciókkal.

## Politikai élete
Fjodorov már világhírű sebész és milliárdos üzletemberként, 1989-ben tagja, a következő évben elnöke lett a Vállalkozók Szövetségének, és belépett a Oroszországi Liberális Demokrata Pártba. 1991-ben a Szovjetunió bukása utáni első elnökválasztáson jelölték, de elutasította az ajánlatot, míg 1996-ban ő maga indult az elnökválasztáson.
Az 1995-ös Állami Duma választásokon Pjotr Markovics Abovin-Egidesz filozófus, a szovjet szocializmus kritikusa indult a Fjodorov vezette Munkások Autonómia Pártja soraiban.

## Fordítás
Ez a szócikk részben vagy egészben  a   Svjatoslav Nikolaevič Fëdorov című olasz Wikipédia-szócikk ezen változatának fordításán alapul.  Az eredeti cikk szerkesztőit annak laptörténete sorolja fel. Ez a jelzés csupán a megfogalmazás eredetét és a szerzői jogokat jelzi, nem szolgál a cikkben szereplő információk forrásmegjelöléseként.